# 南非澳岩鱨
南非澳岩鱨，為輻鰭魚綱鯰形目澳岩鱨科的其中一種，為亞熱帶淡水魚，分布於非洲南非橘河及賴索托、納米比亞淡水流域，體長可達30公分，棲息在水質清澈且湍急、岩石底質底層水域，以小型無脊椎動物為食，生活習性不明。

## 扩展阅读
維基物種上的相關：南非澳岩鱨